# Супермен 4: В търсене на мира
„Супермен 4: В търсене на мира“ (на английски: Superman IV: The Quest for Peace) е супергеройски филм от 1987 г. на режисьора Сидни Фюри по сценарий на Лорънс Конър и Марк Розентал, базиран на едноименния герой от „Ди Си Комикс“. Във филма участват Кристофър Рийв, Джийн Хекман, Джаки Купър, Марк Макклур, Джон Крайър, Сам Ванамейкър, Мериъл Хемингуей и Марго Кидър.
Той е петият филм (включително „Супергърл“ през 1984 г.) във филмовата поредица „Супермен“ и е продължение на „Супермен III“ (1983).
Кралската премиера на филма се състои в Leicester Square Theatre в Лондон на 23 юли 1987 г., на която присъстват принц Чарлс и принцеса Даяна.

## Актьорски състав
- Кристофър Рийв – Кларк Кент / Супермен[6]
- Джийн Хекман – Лекс Лутор
  - Хекман също озвучава Ядрения човек[7]
- Марк Милоу – Ядрения човек[7][8]
- Джаки Купър – Пери Уайт
- Марк Макклур – Джими Олсън
- Джон Крайър – Лени Лутор
- Сам Ванамейкър – Дейвид Уорфийлд
- Мериъл Хемингуей – Лейси Уорфийлд
- Марго Кидър – Лоис Лейн[9]
- Деймиън Маклохорн – Джеръми
- Уилям Хуткинс – Хари Хаулър
- Джим Броудбент – Жан Пиер Дюбоа
- Стенли Лебор – генерал Ромов
- Дон Фелоус – Левън Хорнсби[10]
- Робърт Бийти – президентът на Съединените щати
- Сузана Йорк – гласът на Лара